# Sahle-Work Zewde
Sahle-Work Zewde, (en amhárico: ሳህለወርቅ ዘውዴ,; Adís Abeba, 21 de febrero de 1950) es una diplomática y estadista etíope que ocupó el cargo de presidenta de Etiopía desde el 25 de octubre de 2018 hasta el 7 de octubre de 2024, siendo la primera mujer en ocupar el cargo. Fue elegida presidenta por unanimidad de los miembros de la Asamblea Parlamentaria Federal.
La revista de negocios estadounidense Forbes, en su edición anual de la lista Forbes de las 100 mujeres más poderosas del mundo, incluyó a Sahle-Work en el puesto 93 de las mujeres más poderosas del mundo, lo que la convierte en la mujer africana mejor situada en la lista.

## Biografía
Nacida en Addis Abeba,Sahle-Work es de origen Amhara. Es la primogénita de cuatro hermanos. Cursó estudios primarios y secundarios en el instituto franco-etíope Lycée Guebre-Mariam de Addis Abeba, tras lo cual estudió Ciencias Naturales en la Universidad de Montpellier, Francia.Habla con fluidez amárico, francés e inglés.  Tiene una larga trayectoria como funcionaria pública.

## Trayectoria

### Diplomática
Sahle-Work fue la segunda mujer nombrada embajadora en la Historia de Etiopía (la embajadora Yodit Emiru fue la primera mujer en ocupar un cargo de embajadora). Fue embajadora tanto de la República Democrática Popular de Etiopía comunista como del Gobierno de Transición de Etiopía posterior a la guerra civil.
Veterana en el servicio exterior etíope, Sahle-Work fue embajadora en Senegal, con acreditación en Mali, Cabo Verde, Guinea-Bissau, Gambia y Guinea, de 1989 a 1993. De 1993 a 2002, fue embajadora en Yibuti y representante permanente ante la Autoridad Intergubernamental sobre el Desarrollo de África Oriental (IGAD). Se trataba de un puesto destacado, ya que Yibuti era la principal vía de comercio marítimo del país sin salida al mar. Su participación en este puesto le dio experiencia en cuestiones comerciales. Ocupó este cargo hasta 2002. Posteriormente fue embajadora en Francia, representante permanente ante la Organización de las Naciones Unidas para la Educación, la Ciencia y la Cultura (UNESCO) y estuvo acreditada en Túnez y Marruecos de 2002 a 2006.
Posteriormente, Sahle-Work ocupó otros cargos de alto nivel, como el de Representante Permanente de Etiopía ante la Unión Africana y la Comisión Económica de las Naciones Unidas para África (CEPA) y el de directora general de Asuntos Africanos en el Ministerio de Asuntos Exteriores de Etiopía.

### Naciones Unidas
Hasta 2011, Sahle-Work ocupó el cargo de Representante Especial del Secretario General de las Naciones Unidas Secretario General Ban Ki-moon y Jefa de la Oficina Integrada de las Naciones Unidas para la Consolidación de la Paz en la República Centroafricana (BINUCA).

Sahle-Work durante una entrevista en Nairobi, 2016

El 11 de marzo de 2011, Ban nombró a Sahle-Work directora general de la Oficina de las Naciones Unidas en Nairobi (UNON). Bajo Sahle-Work, la oficina de Nairobi se convirtió en un centro más importante de la ONU para África oriental y central, según el Anuario de África de 2012.
En junio de 2018, el Secretario General de las Naciones Unidas António Guterres nombró a Sahle-Work su Representante Especial ante la Unión Africana y Jefa de la Oficina de las Naciones Unidas ante la Unión Africana (UNOAU) con rango de Secretaria General Adjunta de las Naciones Unidas. Fue la primera mujer en ocupar el cargo. Para entonces, se esperaba que Sahle-Work estuviera preparando su jubilación.

### Política
El presidente Mulatu Teshome dimitió repentinamente el 24 de octubre de 2018, y el primer ministro Abiy Ahmed eligió a Sahle-Work como sucesora de Teshome. Este nombramiento fue uno de los varios realizados por Abiy para buscar la igualdad de género en el Gobierno, ya que consideraba que era un paso hacia la eliminación de la discriminación en la sociedad. El nombramiento de Sahle-Work como presidenta de Etiopía fue aprobado por unanimidad por la Asamblea Parlamentaria Federal el 25 de octubre. Fue la primera mujer en ocupar el cargo y el cuarto presidente desde que la coalición gobernante Frente Democrático Revolucionario del Pueblo Etíope (FDRPE) fue elegida en la recién establecida República Democrática Federal de Etiopía en 1995. Se espera que cumpla dos mandatos de seis años.
Antes de su presidencia, Sahle-Work no tenía experiencia en política nacional. Aunque su papel es en gran medida ceremonial (la mayor parte del poder ejecutivo recae en el primer ministro), la elección de Sahle-Work la convirtió en la primera mujer jefe de Estado de Etiopía desde la emperatriz Zewditu. En el momento de su nombramiento, Sahle-Work era la única mujer jefe de Estado en África, y en 2021, era una de las dos junto a Samia Suluhu de Tanzania.
El 25 de marzo de 2020, Sahle-Work anunció en Twitter que había indultado a más de 4.000 presos en una medida para frenar la propagación de la pandemia de COVID-19 en Etiopía. También indultó a más de 1.500 presos el 2 de abril de 2020.
El 19 de diciembre de 2020, Sahle-Work conmutó las penas de muerte de los exfuncionarios del Derg Berhanu Bayeh y Adis Tedla por cadena perpetua. Se les había concedido refugio en la embajada de Italia poco después de la Colapso del régimen del Derg en 1991 y vivían allí desde entonces. Italia se negó a entregarlos debido a su oposición a la pena capital. Berhanu y Adis habían sido condenados en rebeldía a muerte en 2008, pero posteriormente se les concedió la libertad condicional el 24 de diciembre.
Sahle-Work exigió el fin de la Guerra de Tigray entre el gobierno etíope y el Frente de Liberación del Pueblo de Tigray (TPLF) mediante «negociaciones sin condiciones», aunque también se mostró partidaria de contrarrestar los ataques del TPLF «con las medidas necesarias».
En octubre de 2024, Taye Atske Selassie fue nombrado nuevo presidente de Etiopía en medio de fuertes tensiones políticas entre la presidenta saliente y el primer ministro, Abiy Ahmed, derivadas en gran medida de las campañas militares que Abiy estaba llevando a cabo en Tigray y la región de Amhara.